# 992 TCN
992 TCN là một năm trong lịch La Mã.